# ライプツィヒ商科大学
ライプツィヒ商科大学（らいぷつぃひしょうかだいがく、英語: HHL Leipzig Graduate School of Management）は、ドイツ、ザクセン州ライプツィヒに本部を置くドイツの私立大学。1898年創立、1898年大学設置。大学の略称はHHL。

ドイツでは最も古いビジネススクールである。AACSB及びACQUINによりMBA教育機関として認定されている

## 略史
- 1898年、ライプツィヒ商工会議所によって設置される。
- 1946年、ライプツィヒ大学と統合。
- 1969年、上記の大学から部分的な独立をする。
- 1992年、再度、ライプツィヒ商工会議所によって独立。

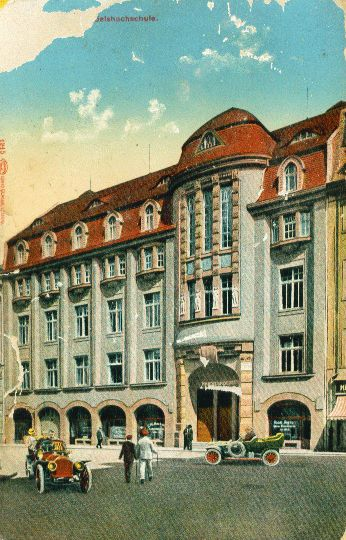
リッター通りに1910年設立された当時の校舎。現在ではライプツィヒ大学の校舎の一部となっている。

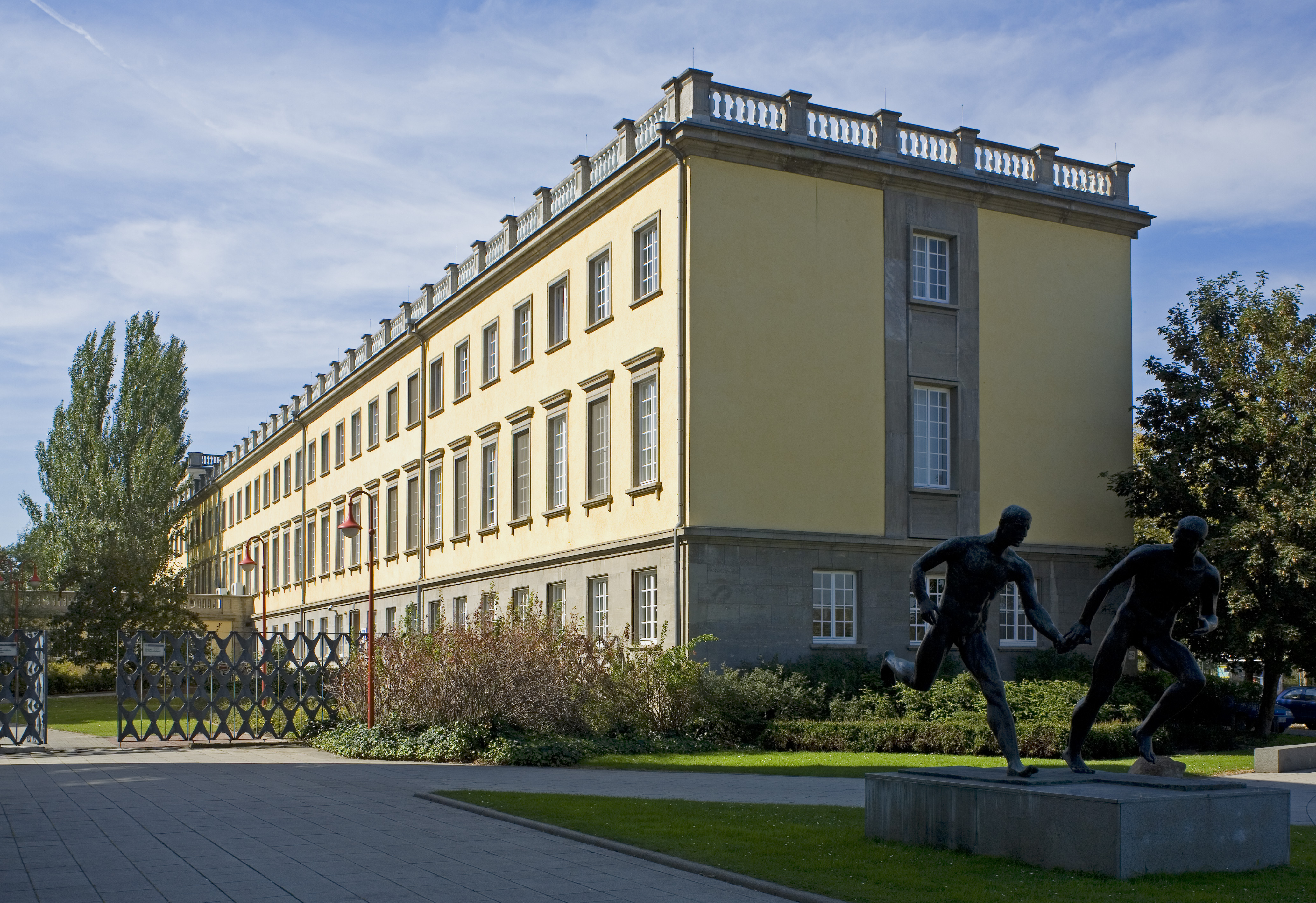
Jahnallee 59にある現在のライプツィヒ商科大学の校舎University campus

## プログラム概要

### Master in Business Administration
- フルタイムプログラム

2015年時点では、15ヶ月間のFast trackと21ヶ月間のAdvanced trackの二種類が入学後に選択可能であり、両者の違いは卒業にかかる単位数やインターンシップや留学の有無等である。授業は全て英語で行われ、90％以上がドイツ国外からの学生である。
- パートタイムプログラム  24ヶ月

### Master in Management, M.Sc.
- フルタイムプログラム  18ヶ月
- パートタイムプログラム  24ヶ月

### Global Executive MBA
- スペインにあるEADA Business Schoolとの共同プログラム
- 21ヶ月のプログラムで、うち2～3週間、ドイツ、スペイン、ブラジル、中国、もしくはインドにあるビジネススクールに通学

### Euro MBA (Distance Learning)
- 24ヶ月のプログラムで、うち６週間は通学
- 2010年 The EconomistによるWhichMBA? Guide[3]により上位４校

### Doctoral Program
博士課程への入学は修士以上の学位が必要であり、３年間のプログラムである。授業だけでなく研究学会等への参加も必要である。必要要件を満たした上で博士論文が承認されれば、博士号が授与される。

## ランキング
- 2014年　Global Masters in Management　世界１１位　 Financial Times[4]
- 2014年　Executive MBA 　世界６位 Financial Times[5]
- 2014年　欧州ビジネススクール 欧州３２位　ドイツ３位　 Financial Times[6]
- 2013年　MBAを有するビジネススクール　ドイツ３位以内　América Economía

## 提携大学
国際的なネットワークを有し、120以上の大学と提携している。
- Booth School of Business, シカゴ大学
- Tuck School of Business, ダートマス大学
- Goizueta Business School, エモリー大学
- Baruch College, ニューヨーク市立大学
- Freeman School of Business, Tulane University
- Warrington College of Business, フロリダ大学
- ESADE
- EADA Business School
- インド経営大学院
- Norwegian School of Management
- Guanghua School of Management, 北京大学
- Lingnan (University) College, 中山大学
- 名古屋商科大学大学院

## 名誉教授・名誉博士
- Heribert Meffert
- Michael Spence
- Wendelin Wiedeking
- Michael E. Porter
- Philip Kotler
- Thomas Middelhoff
- Kurt Biedenkopf
- Bernhard Walter
- Burkhard Schwenker[7][8]
- Hans Werner Sinn
- Gerhard Casper
- Jürgen F. Strube

## 著名な教授・卒業生
- Karl von der Aa
- Abraham Adler
- Hermann Großmann
- Balduin Penndorf
- Eugen Schmalenbach
- Rudolf Seyffert
- Franz Koch